# Michel Claura
 (septembre 2022).
La mise en forme du texte ne suit pas les recommandations de Wikipédia : il faut le « wikifier ».
Les points d'amélioration suivants sont les cas les plus fréquents :
- Les titres sont pré-formatés par le logiciel. Ils ne sont ni en capitales, ni en gras.
- Le texte ne doit pas être écrit en capitales (les noms de famille non plus), ni en gras, ni en italique, ni en « petit »…
- Le gras n'est utilisé que pour surligner le titre de l'article dans l'introduction, une seule fois.
- L'italique est rarement utilisé : mots en langue étrangère, titres d'œuvres, noms de bateaux, etc.
- Les citations ne sont pas en italique mais en corps de texte normal. Elles sont entourées par des guillemets français : « et ».
- Les listes à puces sont à éviter, des paragraphes rédigés étant largement préférés. Les tableaux sont à réserver à la présentation de données structurées (résultats, etc.).
- Les appels de note de bas de page (petits chiffres en exposant, introduits par l'outil «  Source ») sont à placer entre la fin de phrase et le point final[comme ça].
- Les liens internes (vers d'autres articles de Wikipédia) sont à choisir avec parcimonie. Créez des liens vers des articles approfondissant le sujet. Les termes génériques sans rapport avec le sujet sont à éviter, ainsi que les répétitions de liens vers un même terme.
- Les liens externes sont à placer uniquement dans une section « Liens externes », à la fin de l'article. Ces liens sont à choisir avec parcimonie suivant les règles définies. Si un lien sert de source à l'article, son insertion dans le texte est à faire par les notes de bas de page.
- La présentation des références doit suivre les conventions bibliographiques. Il est recommandé d'utiliser les modèles {{Ouvrage}}, {{Chapitre}}, {{Article}}, {{Lien web}} et/ou {{Bibliographie}}. Le mode d'édition visuel peut mettre en forme automatiquement les références.
- Insérer une infobox (cadre d'informations à droite) n'est pas obligatoire pour parachever la mise en page.

Pour une aide détaillée, merci de consulter Aide:Wikification.
Si vous pensez que ces points ont été résolus, vous pouvez retirer ce bandeau et améliorer la mise en forme d'un autre article.
Michel Claura est un commissaire d'exposition et critique d'art français, investi dans l'art contemporain depuis les années 1960. Collègue de Seth Siegelaub, il participe à des expositions d'art conceptuel, comme 18 PARIS IV. 70,, de 1970, dont il rédige la préface et la postface ou July-August 1970, publié dans Studio International. Il est également co-directeur et co-auteur de la Galerie 1-37 fondé à Paris en 1972 avec la critique d’art Anka Ptaszkowska et l'artiste Daniel Buren. En 1972, il participe à la publication d'un livre avec le galeriste Yvon Lambert, Actualité d'un bilan, catalogue de l'exposition éponyme,. 

## Publications
Liste de publications dans lesquelles il apparaît :
- "L'art conceptuel", XXe siècle, n°41, 1973, p.166-169, avec Seth Siegelaub.
- Actualité d'un bilan, Paris, Yvon Lambert, 1972, avec Yvon Lambert.

## Expositions
Liste d'expositions où Michel Claura a participé :
- Prospect 69, 1969, au Städtische Kunsthalle à Düsseldorf.
- 18 PARIS IV. 70, 1970.
- July-August 1970, 1970, dans Studio International.
- Actualité d'un bilan, 1972.